# フローズンバナナ

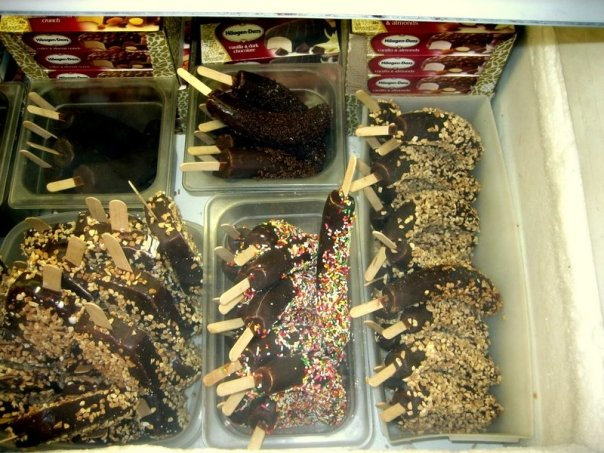
様々なトッピングのフローズンバナナが入った冷凍庫

フローズンバナナ(Frozen banana)は、バナナに串を差して凍らせ、周りに溶けたチョコレートやヨーグルトにディップしたデザートである。さらにナッツやスプリンクル、砂糖、砕いたクッキーをまぶすこともある。

## 歴史
フローズンバナナの王として知られたドン・フィリップスは、1940年頃、カリフォルニア州オレンジ郡ニューポートビーチのバルボア半島で、The Original Frozen Bananaという名前のフローズンバナナのスタンドをオープンした。1963年、車のシートベルトを製造する計画を持ってこの地に引っ越してきたボブ・テラーは、シートベルト工場の代わりにフローズンバナナのスタンドをオープンした。テラーは、アリゾナ・ステート・フェアでフローズンバナナを販売し、フィリップスの店から通りを挟んだ向かいに、The Original Banana Rolla Ramaという名前のスタンドをオープンした。冬期間には、テラーはトレーラーを引いて、様々な郡のフェアに出展した。数年後にフィリップスが亡くなると、テラーは事業を買い取り、事業を拡大した。フローズンバナナは、今日に至るまで、バルボア島の伝統である。ボブ・フィッチは、恐らくより早い1950年代に、バルボア島でFrozen Bananaを作った。彼はドン・フィリップスからSugar and Spiceが現在ある場所を購入し、Sugar and Spiceと改名した。ボブ・フィッチは、1978-1979年に、Mrs. Bantoに対して、このビルを11万ドルで売却した。

## 影響
オレンジ郡を舞台とするフォックス放送のテレビシリーズ『アレステッド・ディベロプメント』では、Bluth Companyがフローズンバナナのスタンドを経営している。
ブラジルのボブスレーのナショナルチームは、"frozen bananas"というニックネームである。